# Naoki Kawaguchi
Naoki Kawaguchi (川口 尚紀, Kawaguchi Naoki) est un footballeur japonais né le 24 mai 1994. Il évolue au poste de défenseur.

## Biographie
Avec l'équipe du Japon des moins de 19 ans, il participe au championnat d'Asie des moins de 19 ans en 2012. Le Japon est éliminé en quart de finale par l'Irak.
Il est demi-finaliste de la Coupe de la Ligue en 2015 avec l'Albirex Niigata.